# Condados (Juegos gaélicos)
Un condado (en inglés: county) es una región geográfica dentro de los juegos gaélicos, controlado por una junta de condado de la Asociación Atlética Gaélica (GAA) y originalmente basado en los 32 condados de Irlanda tal como eran en 1884. Si bien la geografía administrativa de Irlanda ha cambiado desde entonces, con varios condados nuevos creados y los seis que conforman Irlanda del Norte reemplazados por 11 distritos de gobierno local, los condados en los juegos gaélicos se han mantenido prácticamente sin cambios.
Sin embargo, el condado tal como se usa en los juegos gaélicos no cubre siempre ni en todas partes precisamente el mismo territorio que el condado tradicional. Particularmente en los primeros 50 años de la Asociación, pero también en tiempos más recientes, hay muchos ejemplos de clubes con sede en uno de los condados administrativos a los que se les permite participar en las ligas o campeonatos de un condado vecino. También hay casos en los que el límite oficial del condado no coincide con precisión con el condado que se usa en los juegos gaélicos, por ejemplo, cuando un club se basa en una parroquia que cruza el límite del condado. Si bien en la mayoría de los casos el nombre del condado que se usa en los juegos gaélicos es el mismo que el del condado administrativo actual o anterior, ha habido excepciones: Derry nunca usó el nombre oficial del condado de Londonderry, y la junta del condado entonces oficialmente conocido como Queen's County cambió su nombre en 1907 a Leix and Ossary, convirtiéndose más tarde en Laois. Cada junta de condado es responsable de organizar los partidos de los clubes de la GAA dentro del condado y de la promoción y el desarrollo de los juegos gaélicos y los demás objetivos de la Asociación.
El condado también puede referirse a los equipos entre condados presentados por cada junta de condado. Si bien, en general, cualquier condado, y solo un condado, es elegible para competir en los campeonatos y ligas provinciales y nacionales, y casi todos lo hacen, nuevamente puede haber anomalías: en la Liga Nacional de Hurling, por ejemplo, un equipo que representa a Fingal (una subregión del condado GAA de Dublín, correspondiente al condado administrativo moderno de Fingal) compitió anteriormente contra otros condados.
Desde el inicio del sistema de condados, ha habido cambios en las respectivas regiones de control de las unidades en el extranjero. En Irlanda, el concepto de condado es muy fuerte y cambiar los límites del condado es extremadamente controvertido. En 2002, una propuesta para dividir Dublín en dos fue rápidamente y enérgicamente rechazada.

## Juntas de condados
A continuación se enumeran las 32 juntas de condado con sede en Irlanda y la provincia (y, por lo tanto, el consejo provincial ) a la que cada una está afiliada. También se proporciona un mapa que muestra la ubicación de la provincia, es decir, norte, sur, este, oeste.

Provincias de Irlanda
Naranja: Ulster
Violeta: Connacht
Amarillo: Munster
Verde: Leinster

 
| Junta     | Nombre Irlandés                         | Province |
| --------- | --------------------------------------- | -------- |
| Antrim    | Aontroim (Contae Aontroma)              | Ulster   |
| Armagh    | Ard Mhacha (Contae Ard Mhacha)          | Ulster   |
| Carlow    | Ceatharlach (Contae Cheatharlach)       | Leinster |
| Cavan     | An Cabhán (Contae an Chabháin)          | Ulster   |
| Clare     | An Clár (Contae an Chláir)              | Munster  |
| Cork      | Corcaigh (Contae Chorcaí)               | Munster  |
| Derry     | Doire (Contae Dhoire)                   | Ulster   |
| Donegal   | Dún na nGall (Contae Dhún na nGall)     | Ulster   |
| Down      | An Dún (Contae an Dúin)                 | Ulster   |
| Dublin    | Áth Cliath (Contae Átha Cliath)         | Leinster |
| Fermanagh | Fear Manach (Contae Fhear Manach)       | Ulster   |
| Galway    | Gaillimh (Contae na Gaillimhe)          | Connacht |
| Kerry     | Ciarraí (Contae Chiarraí)               | Munster  |
| Kildare   | Cill Dara (Contae Chill Dara)           | Leinster |
| Kilkenny  | Cill Chainnigh (Contae Chill Chainnigh) | Leinster |
| Laois     | Laois (Contae Laoise)                   | Leinster |
| Leitrim   | Liatroim (Contae Liatroma)              | Connacht |
| Limerick  | Luimneach (Contae Luimnigh)             | Munster  |
| Longford  | An Longfort (Contae an Longfoirt)       | Leinster |
| Louth     | Lú (Contae Lú)                          | Leinster |
| Mayo      | Maigh Eo (Contae Mhaigh Eo)             | Connacht |
| Meath     | An Mhí (Contae na Mí)                   | Leinster |
| Monaghan  | Muineachán (Contae Mhuineacháin)        | Ulster   |
| Offaly    | Uíbh Fhailí (Contae Uíbh Fhailí)        | Leinster |
| Roscommon | Ros Comáin (Contae Ros Comáin)          | Connacht |
| Sligo     | Sligeach (Contae Shligigh)              | Connacht |
| Tipperary | Tiobraid Árann (Contae Thiobraid Árann) | Munster  |
| Tyrone    | Tír Eoghain (Contae Thír Eoghain)       | Ulster   |
| Waterford | Port Láirge (Contae Phort Láirge)       | Munster  |
| Westmeath | An Iarmhí (Contae na hIarmhí)           | Leinster |
| Wexford   | Loch Garman (Contae Loch Garman)        | Leinster |
| Wicklow   | Cill Mhantáin (Contae Chill Mhantáin)   | Leinster |

## Equipos de condado

Condados que disputan el All-Ireland Football Championship (colores claros), el All-Ireland Senior Hurling Championship (colores oscuros) o ambos (otros colores); sin embargo, casi todos los condados disputan tanto la National Football League como la National Hurling League

A continuación se enumeran los equipos del condado con sede en Irlanda. Los equipos de fútbol se muestran por su estado actual dentro de la National Football League, mientras que los equipos de hurling se muestran por su estado dentro del All-Ireland Senior Hurling Championship  (a partir de 2021).
- Negrita: significa que un equipo compite en el nivel posible más alto.

| Condado GAA | Fútbol | Hurling |
| ----------- | ------ | ------- |
| Antrim      | 4      | 1       |
| Armagh      | 1      | 4       |
| Carlow      | 4      | 2       |
| Cavan       | 3      | 5       |
| Clare       | 2      | 1       |
| Cork        | 2      | 1       |
| Derry       | 3      | 3       |
| Donegal     | 1      | 4       |
| Abajo       | 2      | 2       |
| Dublín      | 1      | 1       |
| Fermanagh   | 3      | 5       |
| Galway      | 1      | 1       |
| Kerry       | 1      | 2       |
| Kildare     | 2      | 2       |
| Kilkenny    | —      | 1       |
| Laois       | 2      | 1       |
| Leitrim     | 4      | 4       |
| Limerick    | 3      | 1       |
| Longford    | 3      | 4       |
| Louth       | 4      | 5       |
| Mayo        | 2      | 4       |
| Meath       | 2      | 2       |
| Monaghan    | 1      | 5       |
| Offaly      | 3      | 3       |
| Roscommon   | 1      | 3       |
| Sligo       | 4      | 3       |
| Tipperary   | 3      | 1       |
| Tyrone      | 1      | 4       |
| Waterford   | 4      | 1       |
| Westmeath   | 2      | 2       |
| Wexford     | 4      | 1       |
| Wicklow     | 3      | 3       |

## "Condados" en el extranjero
Los condados, tal como se usan en los juegos gaélicos fuera de Irlanda, cubren grandes áreas geográficas no tradicionales que no se consideran condados en ningún otro contexto. Por ejemplo, Escocia es un condado a los efectos de la GAA, al igual que Londres, mientras que los condados restantes de Gran Bretaña cubren áreas más amplias de lo que sugieren sus nombres. La Hertfordshire County Board , por ejemplo, supervisa los clubes de Hertfordshire, Bedfordshire, Cambridgeshire y Oxfordshire; Gloucestershire GAA llega al sur de Gales, Warwickshire GAA incluye Staffordshire y Birmingham, y así sucesivamente. También hay "juntas de condado" para Australasia, Canadá, Nueva York, el resto de Norteamérica, Europa y Asia, mientras que otras regiones de la GAA en el extranjero, como las Islas Caimán, operan con sus propias estructuras sin incluir juntas de condado.
Londres ingresa a un equipo de condado en la National Football League y al All-Ireland Senior Football Championship, mientras que también ingresa a otro equipo del condado en la  National Hurling League y al All-Ireland Senior Hurling Championship. El equipo de fútbol del condado de Londres llegó a la final del Connacht Senior Football Championship del 2013.
Nueva York ingresa un county team en el All-Ireland Senior Football Championship. Luego, Warwickshire también ingresa un equipo de condado en la National Hurling League y en el All-Ireland Senior Hurling Championship, mientras que Lancashire ingresa otro en ambos.
Escocia actualmente no introduce un equipo, ni Gloucestershire, Hertfordshire o Yorkshire.
A partir de 2020, ningún equipo de Europa continental, Canadá, el resto de los Estados Unidos, Asia o Australasia compite contra los condados de Irlanda en ninguno de los juegos gaélicos.